# 小川省吾
小川 省吾（おがわ しょうご　1922年3月29日 - 1993年12月23日）は、日本の政治家。衆議院議員（5期、日本社会党）。

## 来歴・人物
群馬県出身。旧制太田中学を経て、1943年に北京大学法学院を卒業。陸軍に召集され陸軍少尉に任ぜられた後、内務省に入省。内務省地理局勤務を経て群馬県庁に赴任し、県庁職員労働組合書記長・自治労群馬県本部執行委員長を歴任。
1969年の総選挙に社会党公認で群馬2区から出馬するが落選。その次の1972年総選挙で群馬2区で当選し、5期務めた。この間、衆議院石炭対策特別委員会委員長、地方行政委員会委員、法務委員会委員、社会労働委員会委員を歴任。1992年春の叙勲で勲二等瑞宝章受章。
1993年12月23日死去、71歳。死没日をもって正八位から従四位に叙される。

## 著書
- 群馬県一世紀の歩み 「県民の先駆者達」 有明社 1982年